# 1985 v loďstvech
Tento článek obsahuje významné události v oblasti loďstev v roce 1985.

## Lodě vstoupivší do služby
- ? –  Espora (P-41) – korveta stejnojmenné třídy

- 3. ledna –  Vice-Amiral Vasile Urseanu (262) – korveta třídy Admiral Petre Bărbuneanu

- 19. ledna –  USS Augusta (SSN-710) – ponorka třídy Los Angeles[1]

- 1. dubna –  L'Inflexible (S 615) – raketonosná ponorka třídy La Redoutable

- 4. května –  Espero (F576), Zeffiro (F577) – fregaty třídy Maestrale

- 25. května –  USS Alabama (SSBN-731) – ponorka třídy Ohio[2]

- 6. července –  USS Honolulu (SSN-718) – ponorka třídy Los Angeles[3]

- 27. července –  USS Providence (SSN-719) – ponorka třídy Los Angeles[4]

- 5. srpna –  Muntenia – fregata

- 9. srpna –  HMS York (D98) – torpédoborec Typu 42 Sheffield

- 11. září –  HMS Gloucester (D96) – torpédoborec Typu 42 Sheffield

- 30. září –  Giuseppe Garibaldi (C551) – letadlová loď

- 5. října –  HMS Tireless (S88) – ponorka třídy Trafalgar

- 1. listopadu –  HMS Ark Royal (R07) – letadlová loď třídy Invincible

- 18. listopadu –  San Juan (S-42) – ponorka třídy TR-1700

- 23. listopadu –  USS Pittsburgh (SSN-720) – ponorka třídy Los Angeles[5]

- 17. prosince –  HMS Edinburgh (D97) – torpédoborec Typu 42 Sheffield

- 30. prosince –  Ganga (F22) – fregata třídy Godavari[6]